# オウゴンオニユリ
オウゴンオニユリ（黄金鬼百合 Lilium lancifolium var. flaviflorum）とは、ユリ科ユリ属の植物。オニユリの変種で、対馬のみに自生する。

## 特徴
草丈は1メートルから2メートルほどとなる大型のユリ。葉は互生し、小さめの披針形で先端はゆるく尖る。花期は7月から8月で、花弁は強く反り返り、黄地に赤の斑点を生じる。葉の付け根にムカゴを作るが、種子をつける物が大半であるユリの中にあって、これはオウゴンオニユリの大きな特徴の1つといえる。
心無い者によって自生状態はほぼ皆無となっており、現在は愛好家たちの手で積極的な保存育成が進められている。同名での市販品にはオニユリとの人工交配種があるので、注意が必要。